# Санта-Клара (провінція)
Санта-Клара (ісп. Santa Clara), в 1940 перейменована в Лас-Вільяс (ісп. Las Villas) — історична провінція Куби, була розташована в центральній частині країни. Столицею провінції було місто Санта-Клара.
В 1976 році була розділена на провінції Вілья-Клара, Сьєнфуегос та Санкті-Спіритус.